# London Perrantes
London Tyus Perrantes (Los Ángeles, California, 3 de octubre de 1994) es un baloncestista estadounidense que pertenece a la plantilla del Kolossos Rodou BC de la A1 Ethniki. Con 1,88 metros de estatura, juega en la posición de base.

## Trayectoria deportiva

### Universidad
Jugó cuatro temporadas con los Cavaliers de la Universidad de Virginia, en las que promedió 8,9 puntos, 4,1 asistencias y 2,7 rebotes por partido, En su primera temporada fue incluido en el mejor quinteto de novatos de la Atlantic Coast Conference, mientras que en la última lo fue en el segundo mejor quinteto de la conferencia.

### Profesional
Tras no ser elegido en el Draft de la NBA de 2017, fue invitado por Miami Heat para disputar las Ligas de Verano, donde en seis partidos promedió 10,8 puntos, 4,8 asistencias y 3,2 rebotes. En el mes de agosto firmó con los San Antonio Spurs para disputar la pretemporada, siendo uno de los últimos descartes del equipo antes del comienzo de la competición. El 18 de octubre firmó un contrato de dos vías con los Cleveland Cavaliers, para jugar también en su filial de la G League, los Canton Charge.
El 22 de agosto de 2021, firma por el Hapoel Galil Gilboa de la Ligat Winner.
El 8 de agosto de 2023 fichó por el Kolossos Rodou BC de la A1 Ethniki griega.